# Microterys pavliceki
Microterys pavliceki is een vliesvleugelig insect uit de familie Encyrtidae. De wetenschappelijke naam is voor het eerst geldig gepubliceerd in 2008 door Simutnik.